# Азербайджанська залізниця
Азербайджанська залізниця була утворена в червні 1967 (раніше входила до складу Закавказької залізниці).
Пролягала в основному територією Азербайджанської РСР (95 %). Межувала на півночі з Північно-Кавказькою залізницею (станція Дербент), на заході з Закавказькою залізницею (станції Беюк-Кясік і Норашен). На півдні проходила уздовж державного кордону СРСР з Іраном.
Експлуатаційна довжина 1868 км (1 січня 1969). Будівництво почалося нприкінці 1870-х років. У 1880 здана в експлуатацію лінія Баку — Сабунчі — Сурахани, яка спочатку призначалася для вивезення нафти, але після будівництва нафтопроводів стала переважно пасажирською. У 1883 році побудована лінія Баку — Беюк-Кясік — Тбілісі, яка створила з раніше прокладеними лініями від Тбілісі до Батумі і Поті пряме залізничне сполучення між портами Каспійського і Чорного морів;
в 1900 — Баладжари — Дербент, що сполучила райони Закавказзя з Північним Кавказом та іншими районами країни ;
в 1908 — Джульфа — Норашен — Масіс, що сполучила прикордонну (з Іраном) станцію Джульфа з Єреваном та іншими пунктами Закавказзя.
Для освоєння Дашкесанського залізорудного родовища і вивезення руди в 1950 році побудована лінія Алабашли — Кущинський Міст.
У складі залізниці — перша в СРСР електрифікована лінія Баку — Сабунчі (1926).
До 1968 електрифіковані напрямки
- Беюк-Кясік — Уджари
- Баку — Кішли — Сумгаїт
- Баладжари — Дуванна
- Алабашли — Кушчінскій Міст та деякі інші лінії невеликої довжини.

У 1967 вантажообіг Азербайджанської залізниці становив 1,1 % від вантажообігу всієї мережі; на магістралях Баку — Дербент і Баладжари — Беюк-Кясік вантажонапруженість була вельми висока. Азербайджанська залізниця відправляла за рік понад 30 млн т різних вантажів; найбільшу питому вагу мали нафтовантажі (42 %), потім залізна руда, цемент та інші будматеріали, хімічні і мінеральні добрива, метали і вантажі сільського господарства. У ввезення та транзит переважало вугілля, лісоматеріали, машини, обладнання, зерно, вантажі легкої промисловості.

## Лінії, побудовані Радянською владою
- Алят — Мінджіван — Кафан (1936)
- Мінджіван — Джульфа (1941) (скоротили шлях між Баку і Єреваном)
- Османли — Астара (1941)
- Сальяни — Нефтечала (1941)
- Аджікабул — Алі-Байрамли (1941)

## Види сполучення перевезення
- транзит 27 %;
- ввезення 19 %;
- вивіз 28 %;
- місцеве сполучення 26 %.

## Великі пункти відправлення та прибуття вантажів
- Баку
- Ашаги-Гюздак
- Сумгаїт
- Карадаг
- Кішли
- Кіровабад та ін

## Зв'язки
Азербайджанська залізниця взаємодіяла з найбільшим на Каспійському морі портом з перевалки різних вантажів у Баку. Після здачі в експлуатацію поромної переправи Баку — Туркменбаші (колишн. Красноводськ) (1962) створено пряме сполучення районів Закавказзя з районами Середньої Азії.

## Перевезення
Азербайджанська залізниця здійснювала пасажирські перевезення як міжміські (Баку — Тбілісі, Баку — Єреван, Баку — Москва та ін), так і приміські. Загальний пасажирообіг становив 0,6 % від пасажирообігу всієї мережі залізниць СРСР.